# Theodor Seuss Geisel
Theodor Seuss Geisel (pronunciat /ˈsɔɪs ˈɡaɪzəl/), dit Dr. Seuss va ser un escriptor i il·lustrador estatunidenc nascut el 2 de març de 1904 i mort el 24 de setembre de 1991.

## Història
Molt apreciat i considerat una icona en el seu temps, va publicar més de 60 llibres per a nens, sovint caracteritzats pels seus personatges originals, les seves rimes i la utilització freqüent dels metres trisil·làbics.
Entre els seus llibres més famosos, es troben clàssics tals com «The Cat in the Hat» (El gat al barret), «How the grinch stole Christmas» (Quan el Grinch va robar el Nadal
) o «Horton Hears a Who!».
Els seus treballs van donar lloc a onze adaptacions per a la televisió, tres en el cinema i una en forma de comèdia musical a Broadway.
Geisel també va treballar com a il·lustrador per a campanyes publicitàries, i com a dibuixant de «PM», una revista de Nova York. Durant la Segona Guerra Mundial, es va unir a l'exèrcit per a treballar en el departament d'animació de la Força Aèria dels EUA, on va crear «Design for Death» (Disseny per a mort), una pel·lícula que va guanyar un Oscar el 1947 per millor documental.